# Valdazo
Valdazo es una Entidad Local Menor perteneciente al municipio de Briviesca, Burgos (España). Está situada en la comarca de Bureba, en la parte central-oriental de la provincia de Burgos.
Destaca el pueblo por estar en un pequeño valle, que le confiere la singularidad de zona de montaña con amplios espacios verdes.

## Patrimonio edificado
Tiene una iglesia románica del siglo XI-XII declarada Bien de Interés Cultural, y que destaca por la originalidad de su estructura.
Hoy día Valdazo conserva la genuinidad de zona rural, con la ventaja de ubicarse a 5 kilómetros de Briviesca con acceso a la autopista y ferrocarril que convierte en lugar privilegiado para acceder a Burgos, Bilbao, Santander, etc.

## Historia
El nombre de Valdazo procede de la repoblación de vascones y gascones que se asientan en estas tierras a finales del siglo VII. Aparece en el cartulario de San Millán de la Cogolla en esta época como Bal de Azu, que en raíz roncalesa sería Valle Antiguo (o paso antiguo), lo que seguramente haría mención a la calzada romana que viniendo de la cercana Briviesca iba camino a León, y que posteriormente se convertiría en la Antiqua Via Santiaguensis o primitivo Camino de Santiago.
Coincidiendo con una razzia de Abderramán III que asoló la zona, desaparece toda noticia del emplazamiento, y será a finales del siglo X cuando se vuelven a tener noticias y se reedifica de mano de los mozárabes o cristianos expulsados del Califato de Córdoba que se asientan en la entonces vía a Santiago de Compostela para defender a los peregrinos.
De su mano nace la torre defensiva y fortín, que una vez caído el Califato y desaparecido el peligro, se reconvierte en torre campanario de la Iglesia de San Pelayo de Valdazo, del siglo XI perteneciente a la Escuela del románico de la Bureba, a la que posteriormente en el siglo XIII se le añadiría un atrio gótico.
De la época mozárabe queda la toponimia dedicada a su patrón San Pelayo, tales como Las Majadas de San Pelayo, la Fuente de San Pelayo y la Iglesia de San Pelayo de Valdazo, al igual que en pueblos colindantes como Prádanos de Bureba, con su iglesia de titularidad a San Pelayo.
Sancho Garcés III de Pamplona desviará el Camino de Santiago para que pasase por Nájera, lo que dejaría a Valdazo y La Bureba fuera de las rutas principales, lo que provocaría un paulatino abandono de la Antiqua Via Santiaguensis dejando a Valdazo en el ostracismo y el anonimato.
A la caída del Antiguo Régimen queda constituida como ayuntamiento constitucional conocido entonces como Valdazo de Bureba en el partido Briviesca, región de Castilla la Vieja, contaba entonces con 71 habitantes.

## Demografía
Valdazo contaba a 1 de enero de 2010 con una población de 20 habitantes, 16 hombres y 4 mujeres.
| Gráfica de evolución demográfica de Valdazo entre 2000 y 2010                                    |
|                                                                                                  |
| Población de derecho (2000-2010) según los censos de población del INE a 1 de enero de cada año. |

## Parroquia
Iglesia de San Pelayo, dependiente de la parroquia de Briviesca en el Arcipestrazgo de Oca-Tirón, diócesis de Burgos.